# Mood (låt)
Mood är en singel av 24kGoldn med Iann Dior. Singeln släpptes den 24 juli 2020. "Mood" är den första låten som toppat Billboard Hot 100, Hot Alternative Songs, Rock Songs och Hot Rap Songs samtidigt.

## Hitlistan
| Hitlistan (2020)                   | Högsta placering |
| ---------------------------------- | ---------------- |
| Argentina                          | 21               |
| Australien                         | 1                |
| Australia Urban                    | 2                |
| Belgien (Flanders)                 | 2                |
| Belgien (Wallonia)                 | 2                |
| Danmark                            | 1                |
| Irland                             | 1                |
| Kanada (Canadian Hot 100)          | 1                |
| Kanada (CHR/Top 40)                | 1                |
| Nederländerna (Single Top 100)     | 1                |
| Nya Zeeland                        | 1                |
| Norge                              | 1                |
| Portugal                           | 1                |
| Slovakien                          | 1                |
| Schweiz                            | 1                |
| Storbritannien                     | 1                |
| Sverige                            | 1                |
| Tyskland                           | 1                |
| Ungern                             | 1                |
| USA (Billboard Hot 100)            | 1                |
| USA (Hot Rock & Alternative Songs) | 1                |
| USA (Rolling Stone Top 100)        | 1                |
| USA (Billboard Rhythmic)           | 1                |
| USA (Billboard Mainstream Top 40)  | 1                |
| Österrike                          | 1                |

## Certifications
| Region         | Certifikat  |
| -------------- | ----------- |
| Australien     | 2× Platinum |
| Österrike      | Platinum    |
| Belgien        | Guld        |
| Danmark        | Guld        |
| Tyskland       | Guld        |
| Italien        | Guld        |
| Nya Zeeland    | Platinum    |
| Storbritannien | Guld        |
| USA            | 2× Platinum |